# Theodor Dalhoff

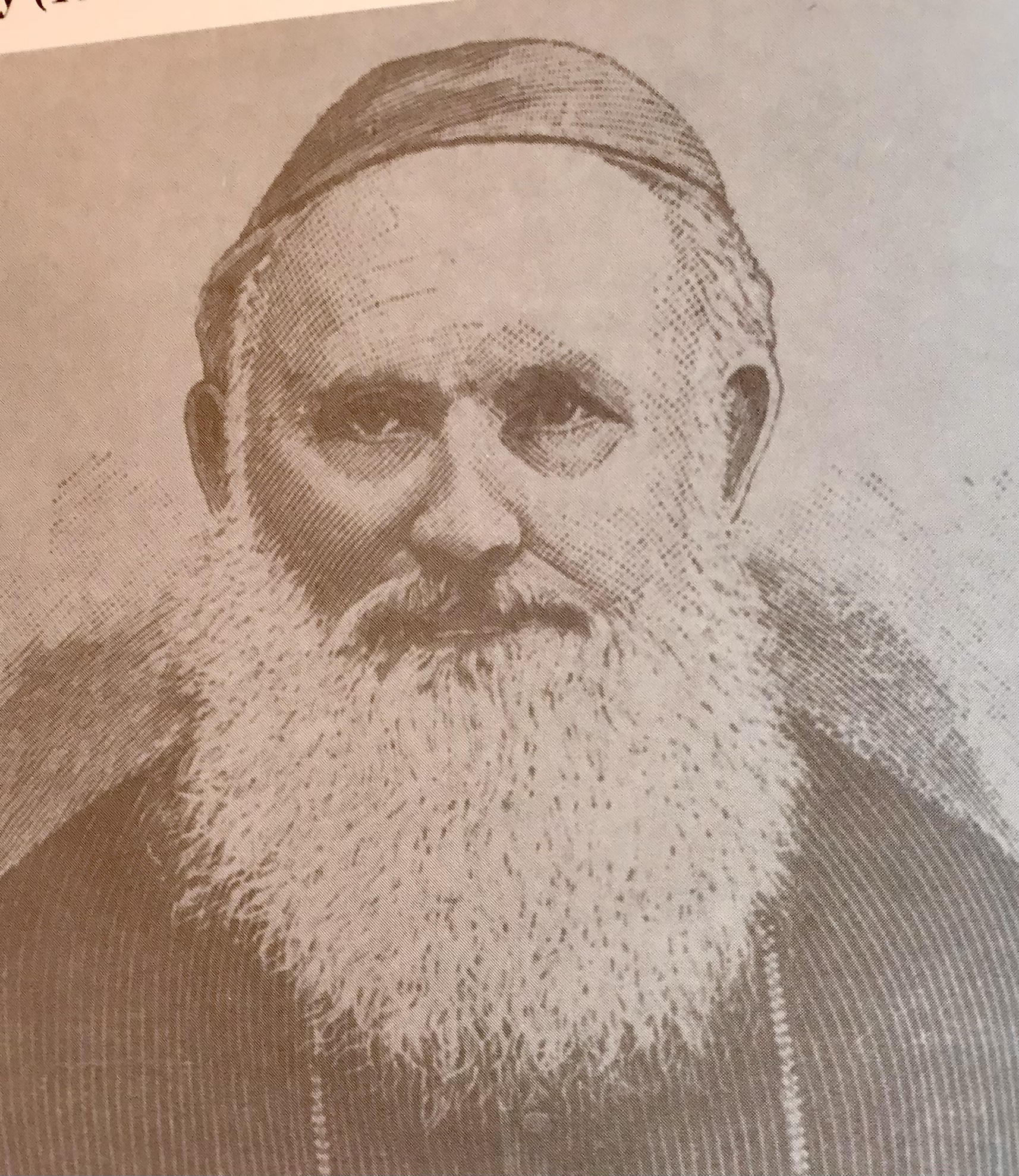
Porträt

Theodor Dalhoff SJ, anglisiert Theodore Dalhoff, (* 20. April 1837 in Mülheim (Warstein); † 12. Mai 1906 in Bombay) war ein deutscher Geistlicher und römisch-katholischer Erzbischof von Bombay.

## Leben
Theodor Dalhoff wurde 1837 in der zum Kirchspiel Mülheim an der Möhne gehörenden Bauerschaft Echelnpöten (heute zu Warstein) geboren. Er trat am 14. April 1859 in Feldkirch in den Jesuitenorden ein, absolvierte sein Noviziat (1859–1861) und sein Juniorat (1861–1862) in der Friedrichsburg bei Münster (heute Provinzhaus der Vorsehungsschwestern) und studierte dann Philosophie in Aachen und Maria Laach.
1865 ging er in die Mission nach Bombay (heute Mumbai), wo er am 28. Januar 1866 ankam. Am 25. Dezember 1868 empfing er in Bombay ohne vorheriges Theologiestudium die Priesterweihe. Der Grund für diese ungewöhnliche Maßnahme ist wohl im großen Priestermangel der Indienmission zu suchen.
Am Seminar-Kolleg unterrichtete er Mathematik, Geschichte, Geographie und Religion und war im Studienjahr 1869/70 Generalpräfekt der Studenten und 1870/71 Minister des Kollegs. Am 1. August 1876 legte er die ewige Profess ab. Von 1871 bis 1874 war er Professor für Latein und Geschichte am 1869 von den deutschen Jesuiten gegründeten (und heute noch bestehenden) St Xavier College in Bombay. Während dieser Zeit holte er auch sein Theologiestudium nach. Von 1874 bis 1879 war er Oberer und Schuldirektor in Salsette und kehrte 1879 als Direktor der St Mary’s School nach Bombay zurück.
1887 ernannte Erzbischof George Porter SJ ihn zu seinem Generalvikar. Nach dem Tod Porters verwaltete er zwei Jahre lang das Bistum als Apostolischer Administrator. Papst Leo XIII. ernannte ihn am 6. Dezember 1891 zum Erzbischof von Bombay. Auch der König von Portugal hatte seiner Ernennung zugestimmt, was seine Arbeit während des Goanesischen Schismas erleichterte. Der Erzbischof von Kalkutta Paul Goethals spendete ihm am 31. Januar 1892 die Bischofsweihe. Mitkonsekratoren waren Nicolaus Maria Pagani, Bischof von Mangalore und Bernhard Beiderlinden, Bischof von Poona.